# Titanic (film, 1953)
Titanic är en amerikansk film från 1953 i regi av Jean Negulesco. Handlingen centreras runt ett separerat par som färdas på RMS Titanics jungfruresa i april år 1912.

## Roller i urval
- Clifton Webb - Richard Ward Sturges
- Barbara Stanwyck - Julia Sturges
- Robert Wagner - Gifford "Giff" Rogers
- Audrey Dalton - Annette Sturges
- Thelma Ritter - Maude Young
- Brian Aherne - kapten Edward J. Smith
- Richard Basehart - George S. Healey
- Allyn Joslyn - Earl Meeker
- James Todd - Sandy Comstock
- Frances Bergen - Madeleine Astor
- William Johnstone - John Jacob Astor IV
- Harper Carter - Norman Sturges (ej krediterad)
- Edmund Purdom - andre styrman Charles Lightoller (ej krediterad)

## DVD
Filmen finns utgiven på DVD.